# Charles Ier de Martigny
Charles Ier de Martigny, mort le 8 juillet 1512, est un prélat français du XVIe siècle. Il est le fils de Charles, seigneur de Martigny, trésorier général des finances et neveu, par sa mère, de la célèbre Agnès Sorel.

## Biographie
Charles de Martigny est ambassadeur des rois Charles VIII et Louis XII près de la cour de Naples. 
Il est nommé en 1485 abbé de Saint-Étienne de Caen en passant un accord avec les religieux qui l'engage choisir comme successeur un de ses neveux qui sera frère profès à l'abbaye et élu régulièrement par les moines. Conformément à cet accord, il résigne son abbaye en faveur de Pierre de Martigny élu en 1506. Pendant son abbatiat, il fait construire un nouveau logis abbatial (détruit au XIXe siècle pour achever l'aile dite des Hôtes).
D'abord évêque d'Elne, il est nommé évêque de Castres en 1495. Il cède son siège épiscopal en 1509 à son autre neveu Jean de Martigny. 
Après sa mort, il est inhumé dans la chapelle Notre-Dame de l'église Saint-Étienne de Caen. Son tombeau en marbre, élevé par son neveu et successeur comme abbé, Pierre de Martigny, est détruit en 1562 pendant les guerres de religion